# RTV Arnhem
RTV Arnhem is een voormalige lokale omroep met als verzorgingsgebied Arnhem en later ook Renkum.

## Geschiedenis
TV Arnhem zond dagelijks op televisie uit van 18.00 uur tot middernacht. Buiten deze tijden zond Tekst TV nieuwsberichten uit.
Op de radio verzorgde RTV Arnhem 24 uur per dag uitzendingen, waaronder het ochtendprogramma A12 Onderweg, integrale liveverslagen van de wedstrijden van Vitesse en op de maandagavond een van de langst lopende hardrockprogramma's op de publieke radio in Nederland: Als het maar hard is.
De redactie van RTV Arnhem bestond grotendeels uit vrijwilligers. In samenwerking met Omroep Gelderland publiceerde de redactie van RTV Arnhem bovendien teksten en video's op een website, waar ook radio-uitzendingen via een stream te beluisteren waren.
De omroep ging in 2021 samen met Favoriet FM op in RTV Connect. Hiermee ging het van een stadsomroep over in een streekomroep.

## Programma's
Een greep uit de radioprogramma's van RTV Arnhem:
- A12 Onderweg
- A12 Sport
- Als het maar hard is
- De Vette Ketting
- Favoriet in de spits
- Het lunchpakket
- Nozems
- Peters weekend
- Triple L Rockshow
- Weekend LIFE
- ZiZo